# Московское математическое общество
Московское математическое общество — ассоциация математиков России. Общество организует и координирует деятельность российского математического сообщества, а также способствует развитию математической науки, занимается совершенствованием преподавания математики.

## Основание общества
В начале второй половины XIX века многие московские математики, осознавая необходимость объединения, присоединились к Московскому обществу испытателей природы и публиковали свои статьи в его Бюллетене. Однако математика была «далеко не в характере занятий этого Общества».

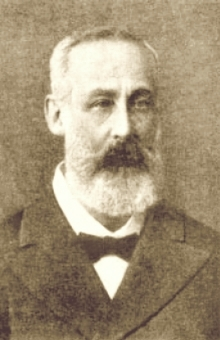
Август Юльевич Давидов (1823—1885/1886), президент Московского математического общества в 1866—1886

Московское математическое общество возникло как научный кружок преподавателей математики (большей частью из Московского университета), объединившихся вокруг профессора физико-математического факультета Московского университета Николая Дмитриевича Брашмана, окончившего в 1864 году службу в Московском университете. Первое заседание общества состоялось 15 сентября 1864 года. Брашман был избран первым президентом общества, вице-президентом — Август Юльевич Давидов; протоколы собраний вёл Василий Яковлевич Цингер, взявший на себя обязанности секретаря.
Первоначально в Общество, помимо Брашмана, Давидова и Цингера, входили Н. Н. Алексеев, Р. О. Блажеевский, Ф. А. Бредихин, А. В. Летников, Н. А. Любимов, К. М. Петерсон, К. А. Рачинский, Ф. А. Слудский, М. Ф. Хандриков, С. С. Урусов (c 20 октября 1864 года), А. Потемкин; немного позже к ним присоединились Н. В. Бугаев (с 6 апреля 1865 года), Е. Ф. Сабинин, С. А. Юрьев (с 17 сентября 1866 года), а также академик П. Л. Чебышёв, работавший в Санкт-Петербурге.

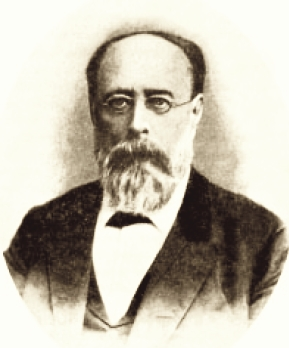
Василий Яковлевич Цингер (1836—1907), президент Московского математического общества в 1886—1891

Изначальной целью общества было ознакомление друг друга посредством рефератов с новыми работами в различных областях математики и смежных наук — как собственными, так и других учёных.
Уже на 4-м своём заседании (15 декабря 1864 года) руководители Общества пришли к выводу, что прочитанные на его заседаниях доклады заслуживают публикации, и в апреле 1865 года было принято решение начать издание журнала «Математический сборник», его первый номер вышел в 1866 году.

Цель деятельности кружка заключается во взаимном вспомоществовании при занятиях математическими науками. Для достижения этой цели каждый из членов избирает себе известный отдел науки и обязуется ежегодно, в заранее определённые сроки, представлять сообщения по своему отделу; сообщения могут состоять как из самостоятельных исследований, так и из отчётов о новейших успехах науки. Этим путём значительно облегчается необходимый для каждого и часто нелёгкий труд следить за обширною математическою литературою: благодаря распределений этого труда все члены знакомятся с успехами по каждому отделу науки чрез посредство специалиста, имеющего всегда более возможности объяснить и устранить всякого рода затруднения.— Из предисловия к первому номеру журнала Математический сборник (1866)
В том же 1866 году, когда была подана просьба в Санкт-Петербург об официальном утверждении Общества, в его уставе была записана существенно более амбициозная цель: «Московское математическое Общество учреждается с целью содействовать развитию математических наук в России». Официально устав Общества был утверждён 28 января 1867 года. В связи с тем, что год фактического создания Общества отличается от даты его официального утверждения, в некоторых источниках в качестве года создания Общества указывается 1867 год, а в качестве первого президента общества — Август Юльевич Давидов.

## Деятельность Общества до 1917 года
В 1867 году, в год официального утверждения Общества, в нём состояло 14 человек, из них только П. Л. Чебышёв не был москвичом. К 1913 году Общество действовало уже как общенациональная организация, при этом его масштаб деятельности уступал только Санкт-Петербургской Академии Наук; из 112 членов Общества в 1913 году 34 были москвичами, 57 — жителями других российских городов, остальные были иностранцами.

## Деятельность Общества после 1917 года
Во время Первой мировой, а затем Гражданской войны нормальное функционирование Московского Математического Общества было прервано. В 1920-е годы наибольший вклад в налаживание научной жизни в сфере математики внёс Д. Ф. Егоров, в 1921 году избранный вице-президентом ММО, а в 1923 году — президентом. В 1924 году ему удалось возобновить издание журнала «Математический сборник», а в 1927 году при непосредственном участии Общества и лично Егорова был проведён Всероссийский съезд математиков. Но в 1930 году Дмитрий Фёдорович был арестован по делу об «Истинно-православной церкви» и в 1931 году скончался.
Принципиально новая ситуация в математическом сообществе сложилась в 1934 году, после того, как Академия наук СССР была переведена из Ленинграда в Москву, а вместе с ней в Москву переехали многие академические институты, в том числе и Математический институт имени В. А. Стеклова. Закончилось противостояние двух математических школ, московской и питерской, продолжавшееся с XIX века и нередко выливавшееся в открытую конфронтацию.
Наивысший расцвет Московского математического общества наблюдался в 1960-е годы и был связан с деятельностью ректора Московского университета Ивана Георгиевича Петровского (ученика Д. Ф. Егорова) и Израиля Моисеевича Гельфанда, президента ММО в 1966—1970 годах.

## Президенты общества
| \| 1864—1866 \| Николай Дмитриевич Брашман (1796—1866) \| \| 1866—1886[8] \| Август Юльевич Давидов (1823—1886[8]) \| \| 1886—1891 \| Василий Яковлевич Цингер (1836—1907) \| \| 1891—1903 \| Николай Васильевич Бугаев (1837—1903) \| \| 1903—1905 \| Павел Алексеевич Некрасов (1853—1924) \| \| 1905—1921 \| Николай Егорович Жуковский (1847—1921) \| \| 1921—1923 \| Болеслав Корнелиевич Млодзиевский (1858—1923) \| \| 1923—1930 \| Дмитрий Фёдорович Егоров (1869—1931) \| \| 1930—1932 \| Эрнест (Арношт) Яромирович Кольман (Кальман) (1892—1979) \| \| 1932—1964 \| Павел Сергеевич Александров (1896—1982) \| \| 1964—1966 \| Андрей Николаевич Колмогоров (1903—1987) \| \| 1966—1970 \| Израиль Моисеевич Гельфанд (1913—2009) \| \| 1970—1973 \| Игорь Ростиславович Шафаревич (1923—2017) \| \| 1973—1985 \| Андрей Николаевич Колмогоров (1903—1987) — повторно \| \| 1985—1996 \| Сергей Петрович Новиков (род. 1938) \| \| 1996—2010 \| Владимир Игоревич Арнольд (1937—2010) \| \| 2010— \| Виктор Анатольевич Васильев (род. 1956) \| |                                                          |
| |                                                          |
| 1864—1866 | Николай Дмитриевич Брашман (1796—1866)                   |
| 1866—1886 | Август Юльевич Давидов (1823—1886)                       |
| 1886—1891 | Василий Яковлевич Цингер (1836—1907)                     |
| 1891—1903 | Николай Васильевич Бугаев (1837—1903)                    |
| 1903—1905 | Павел Алексеевич Некрасов (1853—1924)                    |
| 1905—1921 | Николай Егорович Жуковский (1847—1921)                   |
| 1921—1923 | Болеслав Корнелиевич Млодзиевский (1858—1923)            |
| 1923—1930 | Дмитрий Фёдорович Егоров (1869—1931)                     |
| 1930—1932 | Эрнест (Арношт) Яромирович Кольман (Кальман) (1892—1979) |
| 1932—1964 | Павел Сергеевич Александров (1896—1982)                  |
| 1964—1966 | Андрей Николаевич Колмогоров (1903—1987)                 |
| 1966—1970 | Израиль Моисеевич Гельфанд (1913—2009)                   |
| 1970—1973 | Игорь Ростиславович Шафаревич (1923—2017)                |
| 1973—1985 | Андрей Николаевич Колмогоров (1903—1987) — повторно      |
| 1985—1996 | Сергей Петрович Новиков (род. 1938)                      |
| 1996—2010 | Владимир Игоревич Арнольд (1937—2010)                    |
| 2010— | Виктор Анатольевич Васильев (род. 1956)                  |

…Московское математическое общество всегда культивировало… многогранное развитие математики, не стараясь втиснуть его ни в какие заранее данные рамки и системы оценок. В течение десятилетий Московское математическое общество было тем местом, на котором произрастали и жили математические открытия, искания, волнения… Московское математическое общество не было только местом, где регистрировались отдельные математические результаты, где читались популярные лекции по математике. Московское математическое общество было школой математической эстетики, математического вкуса, очень взыскательного, и школой математической этики, научной этики, тоже очень взыскательной…— Из речи академика Павла Сергеевича Александрова на 100-летнем юбилее Общества